# Фахр уд-Дин Кутлуг-бек
Фахр уд-Дин Кутлуг-бек (? — 1389) — второй бей Ак-Коюнлу в 1362—1389 годах. Полное имя — Хаджи Фахр уд-Дин Кутлуг ибн Тур-Али-бей.

## Биография
Происходил из рода баяндур племенного союза Ак-Коюнлу. Сын и преемник бея Тур-Али. В юности много времени проводил при дворе Мухаммада Гияс-ад-дина, бея Эретны (1352—1366). В 1352 году Фахр уд-Дин женился на Марии Комнин, сестре трапезундского императора Алексея III Великого Комнина. В 1362 году после смерти отца Фахр уд-Дин стал новым беем Ак-Коюнлу. Старался поддерживать хорошие отношения с Трапезундской империей и бейликом Эретна.
Основные усилия направлял на превращение племенного союза на более прочное государственное образование. Свою ставку устроил в Байбурде. В то же время заключил союз с Джалаиридским султанатом против племенного союза Кара-Коюнлу, которому в 1366 году нанесено поражение. Впрочем, в итоге поссорился с Джалаиридами из-за установления ими союза с государством Кара-Коюнлу. Совершал грабительские походы в Армению и Грузию, откуда вернулся с большой добычей.
В течение 1370-х годов в союзе с Джалаиридским султанатом и Золотой Ордой Фахр уд-Дин Кутлуг-бек воевал против Кара-Коюнлу. Впрочем, в 1386 году в битве при Эрзинджане потерпел поражение от Кара Мухаммада, бея Кара-Коюнлу. Тогда Кутлуг-бей заключил союз со среднеазиатским полководцем Тамерланом, что выступил на Тебриз и Азербайджан. Действовал вместе с ним против Джалаиридов и Кара-Коюнлу.
В 1389 году Кутлуг-бей скончался при неизвестных обстоятельствах. После этого началась борьба за власть между его сыновьями Османом и Ахмадом, к которой присоединился другой брат Пир-Али.